# 비처 판 알턴
비처 코르넬리스 판 알턴(네덜란드어: Wietse Cornelis van Alten, 1978년 9월 24일~)은 네덜란드의 양궁 선수, 지도자이다. 2000년 하계 올림픽과 2004년 하계 올림픽에 참가했고 2000년 올림픽에서 남자 개인전 동메달을 획득했다. 또한 유럽 선수권 대회에서 금메달 1개, 은메달 2개, 동메달 1개를 획득했다.